# Delahaye Type 9
Der Delahaye Type 9 ist ein frühes Pkw-Modell. Hersteller war Automobiles Delahaye in Frankreich.

## Beschreibung
Die Fahrzeuge wurden zwischen 1901 und 1902 hergestellt. Vorgänger war der Delahaye Type 2 und Nachfolger der Delahaye Type 17.
Der Zweizylinder-Ottomotor war in Frankreich mit 16–18 CV eingestuft. Er hat 120 mm Bohrung, 140 mm Hub, 3167 cm³ Hubraum und leistet 18 PS. Er ist vorn im Fahrgestell eingebaut und treibt die Hinterachse an.
Die einzige bekannte Karosseriebauform ist ein Tonneau wie beim Delahaye Type 7.
Insgesamt entstanden zwei Fahrzeuge. Das Fahrgestell galt als veraltet, denn es ging noch auf das erste Delahaye-Modell Type 1 von 1895 mit Heckmotor zurück.